# NGC 4886
NGC 4886 (NGC 4882) je eliptična galaktika u zviježđu Berenikinoj kosi. Naknadno je utvrđeno da je NGC 4882 ista galaktika.

## Vanjske poveznice
- (engl.) SEDS: NGC 4886
- (engl.) Revidirani Novi opći katalog
- (engl.) Izvangalaktička baza podataka NASA-e i IPAC-a
- (engl.) Astronomska baza podataka SIMBAD
- (engl.) VizieR